# Tallone
Tallone es una comuna y población de Francia, en la región de Córcega, departamento de Alta Córcega.
Su población en el censo de 1999 era de 302 habitantes.

## Demografía
| 215 | 433 | 637 | 474 | 469 | 302 |
| Para los censos de 1962 a 1999 la población legal corresponde a la población sin duplicidades (Fuente: INSEE [Consultar]) |     |     |     |     |     |

- Datos: Q1240258
- Multimedia: Tallone / Q1240258

1. ↑  Worldpostalcodes.org, código postal n.º 20270.
2. ↑  INSEE, Datos de población para el año 2012 de Tallone (en francés).